# Io (mitología)

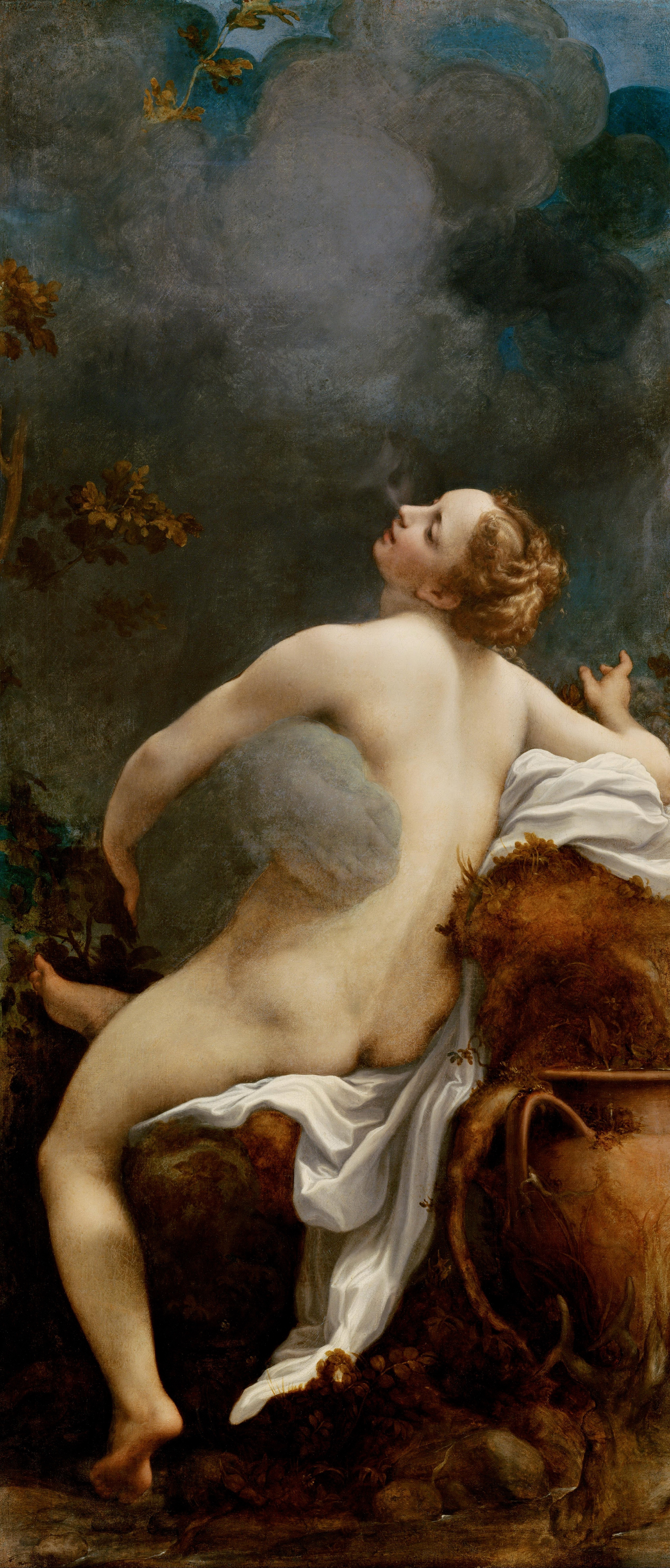
Antonio Correggio: Júpiter e Ío (Giove e Io, ca. 1531). Museo de Historia del Arte de Viena.

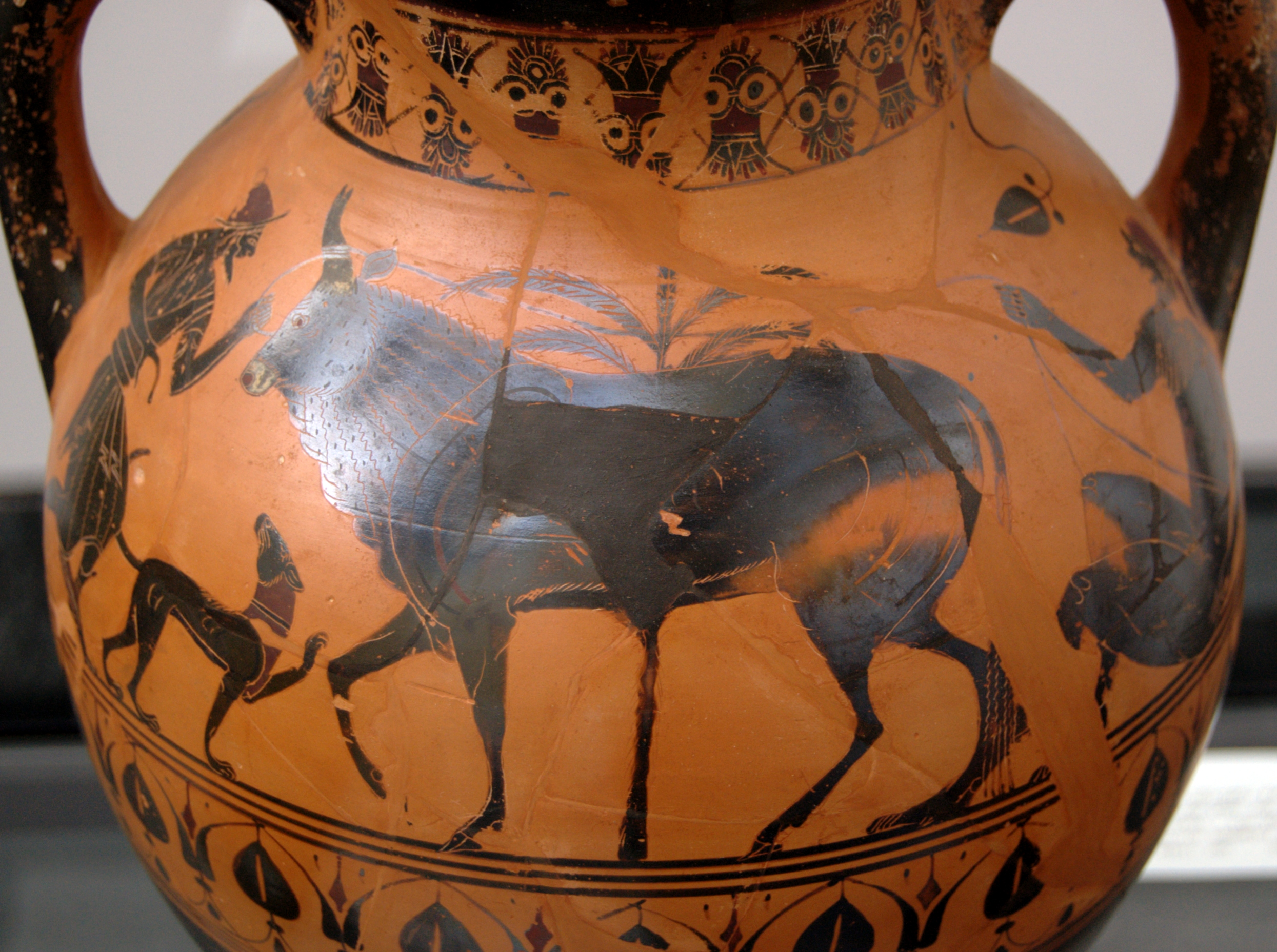
Hermes, Ío (como ternera) y Argos, ánfora de figuras negras, 540–530 a. C., Staatliche Antikensammlungen, Múnich (Inv. 585).

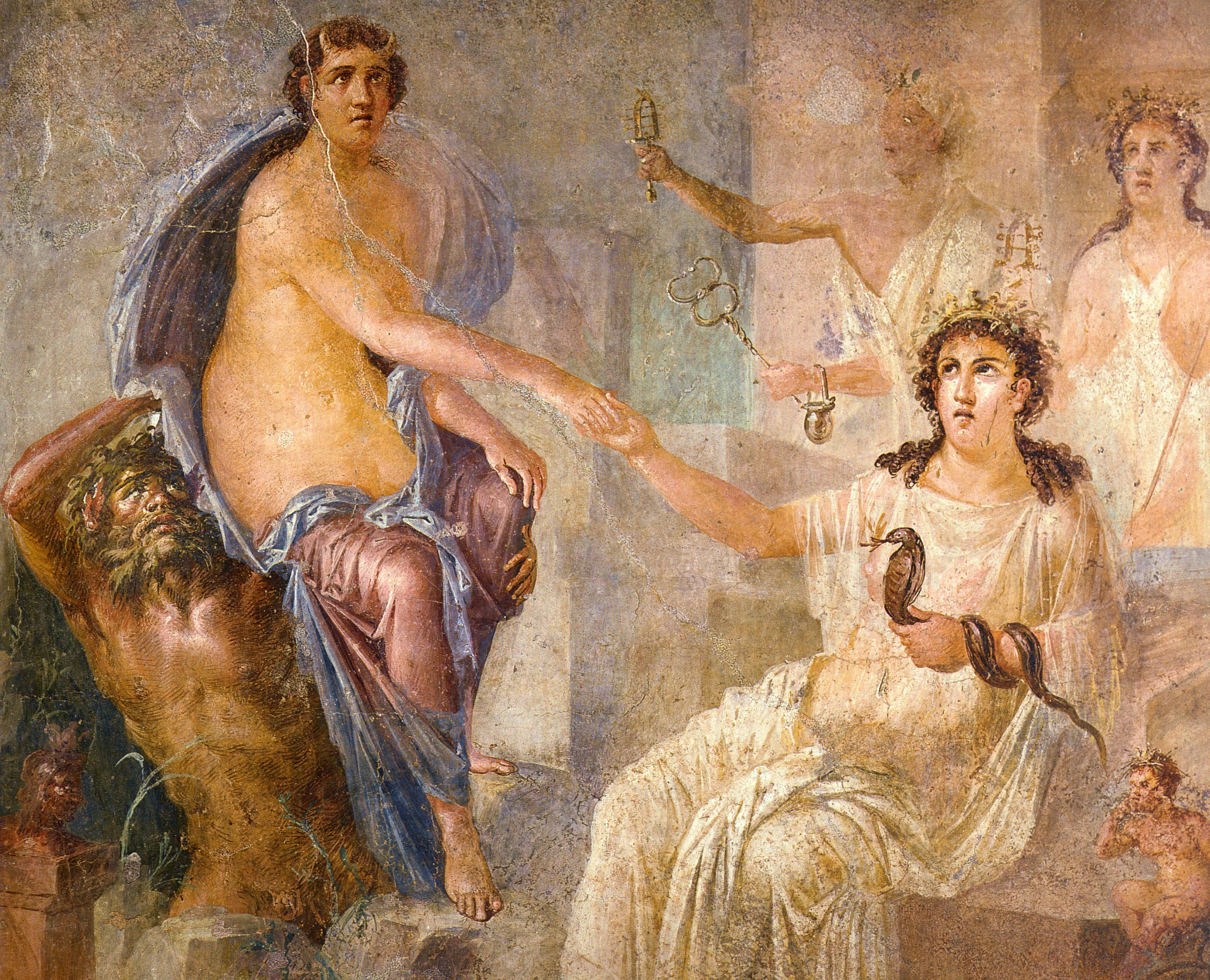
Ío, todavía con cuernos de ternera cuando llega a Egipto, es recibida por Isis, a la que fue asimilada. Fresco del Templo de Isis, Pompeya.

En la mitología greco-romana, Io o Ío (en griego antiguo, Ἰώ, Iṓ), a veces escrita en castellano antiguo como Ioo o Yoo, es recordada especialmente por ser una amante de Zeus que fue transformada en vaca. Hesíodo cuenta que la expresión proverbial de que «los juramentos que nacen por amor no atraen la cólera de los dioses si son quebrados» tiene su origen en este romace. Zeus, mintiendo, le había perjurado a su esposa Hera que no había tenido unión sexual con Io. Los antiguos conectaban a Io con la Luna.

## Familia y funciones

### Ascendencia
La doncella Io, ya desde los trágicos griegos, es referida como Ináquide (Ἰναχίς), esto es, hija del dios fluvial Ínaco, y por lo tanto era una ninfa náyade. En esta variante su madre es entonces la oceánide Argía, también conocida por otros autores como Melia. En la versión más antigua, atestiguada por Hesíodo, era una mortal e hija de Pirén, a su vez hijo de Argos. Pero aún existieron algunas variantes más, siempre dentro de la estirpe de Ínaco o Foroneo. Así algunos la imaginaron como hija de Yaso, a su vez hijo de Argos y de Ismene, hija de Asopo. En esa variante la madre de Io y esposa de Yaso fue una tal Léucane. Incluso una versión tardía la imaginaba como hija de Prometeo.

### Sacerdotisa de Hera
De Io, natural de Argos, se dice que fue la primera sacerdotisa de Hera.  En el poema de la Forónida se habla del culto a Hera Argiva y de Calitía (Καλλίθυια) o Calítoe (Καλλιθόη), una hija de Piranto. Esta también fue precursora dentro de la tónica del poema pues se dice que fue la primera que adornó el pilar de la diosa. Los estudiosos hipotetizan que esta confusión se debe en parte a las obras de Helánico, en donde se supone que Calitía, era hija de Pirén y nieta de Argos, en tanto que Ío era hija de Yaso y nieta de Tríopas. Ambas pertenecían, pues a la misma rama genealógica descendiente del epónimo Argos. Otros más la comparan, dudosamente, con Caliciesa (Καλλιθύεσσα) la primera sacerdotisa de Atenea.

### Descendencia y consortes
La versión griega nos dice que de la unión entre Zeus e Io nació Épafo, a orillas del río Nilo. Zeus había adoptado la forma de toro para cubrir a la muchacha. No obstante se cree hipotéticamente que en el poema épico de la Danaida Io sería la madre de Dánao, probablemente en un relato en el que todavía no se hubieron añadido elementos no griegos en la historia de Io.
Los autores romanos dicen que finalmente Io se casó con Telégono, rey de Egipto. No se conoce más información acerca de este Telégono ni de si esta unión nació descendiente alguno. Probablemente se trate de una variante de Telégono, un hijo de Proteo y Crisónoe, pues en las obras homéricas Proteo es citado como un rey de la isla de Faro.
Con el tiempo a Io se la convirtió en una figura desplazada y relacionada abstractamente con el extranjero. De esta manera se dice que Io (si es que se trata del mismo personaje) fue la primera la ascendiente de la estirpe de los bizantinos, a través de Ceróesa, la hija que tuvo de Zeus en el lugar donde posteriormente se levantaría esta ciudad. A Io, ya identificada como Isis, se la hace madre de Harpócrates o de Apis (ya confundido con Épafo). También hay otra versión, fuera de la mitología clásica, que dice que Io y Pico engendraron a Libia, en un mito para explicar la eponimia de las tierras líbicas.

## Mitología

### Versión de Apolodoro
A esta Io, sacerdotisa de Hera, la sedujo Zeus, pero descubierto por la diosa, tocando a la muchacha la transformó en vaca blanca y juró que no se había unido a ella. Hera pidió la vaca a Zeus y le puso como guardián a Argos Panoptes. Argos ató la vaca a un olivo que había en el bosque de Micenas. Zeus encargó a Hermes que la robara, pero éste, como al delatarlo Hiérace no pudo hacerlo a escondidas, mató a Argos de una pedrada, por lo que recibió el sobrenombre de Argifontes («matador de Argos»). Entonces Hera envió un tábano en persecución de la vaca, la cual primero se dirigió al golfo por ella denominado Jónico, luego a Iliria y, habiendo recorrido en monte Hemo, cruzó el llamado entonces estrecho Tracio y ahora, desde su paso, Bósforo («paso de la vaca»). Siguió hasta Escitia y la tierra Cimeria y, después de andar errante por varias regiones, atravesó a nado muchos mares de Europa y Asia hasta que, finalmente, llegó a Egipto, donde, recuperada su forma primigenia, dio a luz un hijo, Épafo, junto al río Nilo. Hera pidió a los Curetes que lo ocultaran y ellos así lo hicieron. Zeus al saberlo aniquiló a los Curetes e Io salió en busca de su hijo vagando por toda Siria (pues le había sido revelado que allí lo criaba la esposa del rey de Biblos); una vez encontrado Épafo, volvió a Egipto y se casó con Telégono, a la sazón rey de los egipcios. Erigió una estatua de Deméter, a quien los egipcios llamaron Isis —nombre con que también designaron a Io.

### Versiones posteriores
En la versión de la historia en la que Zeus transformó a Io, el engaño fracasó y Hera suplicó a Zeus que le regalara la novilla, a lo que este, no teniendo motivos para negarse, accedió. Compadecida de la desafortunada muchacha, Gea, la diosa de la tierra, creó la violeta (ἴον, íon), para que la vaca pudiera comer, creciendo así «de aquella de quien recibe su nombre», según una etimología popular incorrecta. Los distintos colores de la violeta (rojo, púrpura, blanco) cambiaban en función de la vida de Io: rojo para la doncella ruborizada, púrpura para la vaca, blanco para las estrellas.
El dios Zeus se le presentaba en sueños incitando a que le entregara su cuerpo en el lago de Lerna. Cuando la joven le contó esto a su padre, Ínaco fue a consultar al oráculo, que le aconsejó que la expulsara de su casa o Zeus aniquilaría con su rayo a toda su estirpe. Ínaco obedeció y fingió no saber nada de su hija, pero al poco tiempo se arrepintió y envió a Cirno para que la buscase. Este llegó hasta el Quersoneso de Caria, y al no encontrarla se instaló allí por miedo a regresar sin cumplir su misión, fundó una ciudad y se convirtió en rey de parte del territorio. Lo mismo ocurrió con Lirco, enviado también por Ínaco y que terminó habitando en Caria y casándose con la hija del rey Cauno.

### Versión de Heródoto
Según relata Heródoto en su obra Historias, los persas sostenían la tradición de que Io había sido raptada al subir a un barco mercante fenicio cuando, junto a otras mujeres, compraba mercancías. Los griegos, para vengar el rapto de Io, raptaron a su vez a la princesa Europa, hija del rey de Tiro, y después a Medea, hija del rey de la Cólquide. Posteriormente los troyanos raptaron a Helena de Esparta, lo que fue el detonante de la guerra de Troya. Sin embargo, Heródoto también menciona que los fenicios argumentaban que Io se fugó con los fenicios por voluntad propia, luego de haber mantenido relaciones sexuales con el patrón del barco fenicio y haber quedado embarazada. Estos raptos míticos eran considerados causa de la enemistad entre griegos y persas.

## Mitología comparada
Por el simbolismo de su historia, Io se identifica con la diosa egipcia Isis, y con la Astarté fenicia, mezclándose atributos e historias de las tres. No en vano también se dice que Isis es hija de Ínaco. Diodoro Sículo dice que a ella unos la llaman Isis, otros Deméter, otros Tesmóforo, otros Selene, otros Hera y otros la refieron con todas las denominaciones. Y afirman los egipcios que Isis ha sido la inventora de muchos fármacos para la salud y que tiene gran experiencia en la ciencia médica; y, por tanto, agraciada con la inmortalidad, se complace muchísimo en las curaciones de los hombres y da remedios durante los sueños a quienes se lo piden, mostrando claramente su propia aparición y su beneficio para con los hombres que lo necesitan. Y, como pruebas de eso, afirman que ellos ofrecen no mitologías como los griegos, sino hechos evidentes: casi todo el mundo habitado testifica en su favor afanándose en sus honras por su aparición en las curaciones. Higino dice que Isis fue la primera que inventó el velamen, pues mientras buscaba a su hijo Harpócrates puso velas a una navecilla. Entre los egipcios se cree que Apis es el dios cuya presencia es más manifiesta. Nace de una vaca sobre la que ha caído un rayo de luz del cielo que ha provocado su engendramiento. Los griegos lo llaman Épafo lo atribuyen a su madre, la argiva Ío, hija de Ínaco. Los egipcios, sin embargo, rechazan la historia por falsa y apelan al tiempo como testigo, pues sostienen que Épafo nació tarde, mientras que el primer Apis visitó la humanidad muchos, muchos miles de años antes.

## Evemerismo
Juan Malalas narra una versión evemerizante en el que se mezclan elementos clásicos y cristianos en una narración racionalizante. En sus obras se refiere a Zeus Pico y aclara que no se trata del dios Zeus, sino de un mortal de gran longevidad y poder llamado Pico, que tomó el nombre de Zeus en honor al dios. A su muerte fue deificado. Lo mismo hizo su hijo Fauno, quién una vez ascendido a rey de Italia, tomó el nombre en honor al dios Hermes, y a diferencia de su padre, fue deificado en vida durante su estancia en Egipto.
La narración de Juan Malalas dice que durante los años en los que vivió Zeus Pico cierta persona de la tribu de Jafet o Jápeto, llamado Ínaco, apareció en la tierra de los argivos, ubicada en las partes occidentales. Fue Ínaco quien gobernó por primera vez en aquel país, y fundó allí una ciudad, a la que llamó Iópolis, del nombre de Luna, a la que honraba. Los argivos tienen un nombre oculto para Luna, y la llamaban Io en secreto por entonces. Construyó un santuario a Luna en la ciudad, y le erigió una estela o estatua de bronce, en la que escribió «Ia bendita portadora de la antorcha». Este Ínaco tomó por esposa a una mujer llamada Melia, de la que tuvo tres hijos, Caso, Belo, y una hija a la que llamó Io por el nombre de Luna. La hija era extremadamente hermosa. Entonces Pico se enteró de que Ínaco tenía una hija virgen y hermosa. Así que el rey de las partes occidentales envió a buscar y raptó a Io, la hija de Ínaco, y la violó, dejándola embarazada. De ella tuvo una hija a la que llamó Libia. Pero Io reaccionó negativamente a este incidente y no quiso estar con Pico. Se desentendió de él y de todo el mundo. Humillada, dejó atrás a su hija y a su padre Ínaco y se embarcó rumbo a Egipto. Una vez en Egipto, Io se quedó allí. Después de un tiempo, se enteró de que Fauno Hermes, el hijo de Pico Zeus, era rey de Egipto. Temerosa de Hermes, partió hacia Siria, al monte Silpión.

## Io en las literaturas hispánicas
El mito fue tratado en castellano por José Luis Torrente, quien en 1641 publicó la Fábula de Júpiter y Io en octavas reales; Jerónimo de Cáncer y Velasco incluyó en sus Obras varias poéticas la Fábula de Io y Júpiter, ya en tono burlesco. Alonso de Castillo Solórzano continuó ese tono burlesco en la Canción de Io cuando la desterró Juno poniéndole tábanos en la cola, transformada en vaca. José María de Cossío habla también de dos romances anónimos de Io y Siringa, que se encuentran en un mismo manuscrito de la Biblioteca Nacional de España (Ms. 3.815, pp. 65 y 70). «Uno y otro se caracterizan por el predominio del ingenio y del concepto, que les hace ejemplares de una corriente conceptista, más frecuente en poemas burlescos que en los que la materia mitológica está tratada en serio», apunta Cossío. Hay también una Fábula burlesca de Júpiter y Io de Juan del Valle y Caviedes y una zarzuela, Júpiter y Yoo de 1699, con música de Sebastián Durón y letra del conde de Clavijo.

## Io en la pintura
Juno descubriendo a Júpiter con Ío es un cuadro del pintor Pieter Lastman, realizado en 1618, que se encuentra en la National Gallery de Londres. Lastman, maestro de Rembrandt, lo pintó en Ámsterdam, como casi toda su obra. Otros artistas como Correggio en su obra Júpiter e Ío, Rubens, Ambrogio Figino o Andrea Schiavone trataron el tema.